# Branchellion borealis
Branchellion borealis är en ringmaskart som beskrevs av Leigh-Sharpe 1933. Branchellion borealis ingår i släktet Branchellion och familjen fiskiglar. Arten har ej påträffats i Sverige. Inga underarter finns listade i Catalogue of Life.